# Mlati Norowito
Mlati Norowito is een bestuurslaag in het regentschap Kudus van de provincie Midden-Java, Indonesië. Mlati Norowito telt 5340 inwoners (volkstelling 2010).